# Стари Трг (село)
Стари Трг (село) (алб. Stantërg или Stantërgu; до 1975. године Стари Трг) је насеље у општини Косовска Митровица, Косово и Метохија, Република Србија.
Овде се налазе остаци Латинске или Сашке црква.

## Становништво
| Демографија | Демографија | Демографија |
| Година      | Становника  | Становника  |
| ----------- | ----------- | ----------- |
| 1991.       | 23          |             |